# Selenops vigilans
Espèce
Synonymes
- Selenops werneri Simon, 1906

Selenops vigilans est une espèce d'araignées aranéomorphes de la famille des Selenopidae.

## Distribution
Elle se rencontre à Madagascar, au Congo-Kinshasa, au Congo-Brazzaville, au Cameroun, au Nigeria, au Ghana, au Burkina Faso, au Burundi, au Rwanda, en Tanzanie, en Ouganda, au Kenya, au Soudan et en Égypte,.

## Description
La femelle holotype mesure 14 mm.
Les mâles mesurent de 10,5 à 11 mm et les femelles jusqu'à 17 mm.

## Publication originale
- Pocock, 1898 : Descriptions of three new species of spiders of the genus Selenops. Annals and Magazine of Natural History, sér. 7, vol. 2, p. 348-351 (intégral).